# نادي ألخيسيراس
نادي الخيسيراس (algeciras cf) هو نادي كرة قدم أسباني تأسس عام 1912 مقرة في مدينة الخيسيراس يلعب في الدوري الإسباني الدرجة الثالثة .